# Gitta Sereny
Gitta Sereny (Vienna, 13 marzo 1921 – Cambridge, 14 giugno 2012) è stata una giornalista e storica britannica di origini ungheresi.

## Biografia
Il padre, un principe protestante ungherese, morì quando lei aveva solo due anni; la madre era un'attrice ebrea-tedesca di Amburgo, che si risposò col famoso economista austriaco Ludwig von Mises. Da ragazza fu educata in Inghilterra e a Vienna, dove studiò alla scuola d'Arte Drammatica fondata dal celebre attore e regista teatrale Max Reinhardt. Dopo che la Germania annesse l'Austria nel 1938, si trasferì in Francia, lavorando come infermiera volontaria per gli sfollati in fuga dalla parte occupata dai nazisti; poi emigrò negli Stati Uniti, dato il suo impegno nella Resistenza francese. Tornata in Europa alla fine della Seconda Guerra Mondiale, si occupò per conto di un'Agenzia delle Nazioni Unite di cercar di riunire i bambini sopravvissuti al campo di concentramento di Dachau ai loro familiari. Nel 1948 sposò Donald Honeyman, morto nel 2011, fotografo della rivista Vogue, e ne ebbe due figli, Mandy e Chris.
I suoi libri hanno investigato prevalentemente il terribile comportamento di malvagi e criminali: l'assassina di due bambini, Mary Bell; gli assassini di James Bulger; il boia nazista Stangl; l'architetto nazista Speer. Cosa che i suoi critici non hanno mancato di rimarcare, accusandola di avere un ossessivo interesse per il Male e di essere troppo simpatetica coi personaggi descritti. Scrisse i ritratti di protagonisti dell'Olocausto; reportage sugli abusi infantili; si occupò della prostituzione minorile in Gran Bretagna, Stati Uniti e Germania Occidentale; raccolse in volume i propri saggi sulla storia tedesca del Ventesimo Secolo, che trattano la difficile eredità del nazismo.
Testimone dell'Olocausto, assistette come giornalista nel 1946 al Processo di Norimberga e ai Processi contro nazisti che si tennero negli Anni Sessanta. Fu una giornalista attiva a Londra come inviata del Sunday Times, ma collaborò anche a numerose testate internazionali quali la New York Review of Books, Die Zeit, Le Nouvel Observateur. 
Ispirata dal celebre reportage di Hannah Arendt, Eichmann a Gerusalemme. La banalità del male, sul processo che si tenne a Gerusalemme contro Adolf Eichmann, Sereny scrisse il libro In quelle tenebre, psicobiografia frutto di più di 60 ore di colloqui con Franz Stangl, il comandante dei campi di sterminio di Treblinka e Sobibor, detenuto allora nella prigione di Düsseldorf, dove stava scontando l'ergastolo. Per il libro, Sereny intervistò molte persone che fanno da corollario al racconto, spesso opaco, molto reticente e vittimizzante di Stangl. Nell'ultimo incontro con Sereny, Stangl ammise finalmente di condividere la colpa per lo sterminio di milioni di ebrei d'Europa. Morì meno di 24 ore dopo.
Nella sua biografia di Albert Speer, architetto e poi Ministro per gli Armamenti e la Produzione Bellica di Hitler, Sereny riconobbe che le numerose interviste e incontri che ebbero - avvenuti dopo i 20 anni di imprigionamento di Speer nel carcere di Spandau - la portarono ad instaurare un rapporto amichevole con Speer e la moglie, grazie anche all'allure sofisticata, evasiva ed elusiva che il personaggio emanava. Questo non impedì, tuttavia, all'autrice di dimostrare chiaramente nel libro, dal titolo Albert Speer. La sua battaglia con la verità, che il personaggio, contrariamente alla sua asserzione di essere sempre stato all'oscuro dei piani di Hitler per lo sterminio di massa degli ebrei d'Europa, fosse sempre stato a conoscenza della Soluzione finale, ben da prima del 1943 da egli asserito. Secondo Sereny, la sua ammirazione personale per Hitler lo spinse a continuare il suo lavoro a fianco del dittatore fino alla fine.
È morta, dopo una lunga malattia, il 14 giugno 2012 all'età di 91 anni all'Addenbrooke's Hospital di Cambridge, dov'era ricoverata.

## Opere
- The Medallion: a suspense-crammed thriller of the Cold War, London, Pan Books, 1957.
- Il caso Mary Bell. Storia di una bambina assassina (The Case of Mary Bell: A Portrait of a Child Who Murdered, 1972), traduzione di C. Brovelli, Collana Superbeat n.48, Vicenza, BEAT, 2017, ISBN 978-88-655-9440-7.
- In quelle tenebre (Into That Darkness: From Mercy Killings to Mass Murder, 1974; II ed., 1995), traduzione di Alfonso Bianchi, Collezione La collana dei casi n.3, Milano, Adelphi, 1975, ISBN 978-88-459-0204-8. - Collana gli Adelphi n.60, Adelphi, 1994-2025, ISBN 978-88-459-1044-9.
- Bambini invisibili. La prostituzione infantile in Europa e in America (The Invisible Children. The Shattering Tragedy of the Runaways on Our Streets, 1984), traduzione di Gaia de Beaumont, Collana Saggi, Milano, Mondadori, 1986.
- Albert Speer: His Battle with Truth, A. Knopf, 1995, ISBN 978-03-945-2915-8.
  -  In lotta con la verità. La vita e i segreti di Albert Speer, amico e architetto di Hitler, traduzione di Massimo Birattari, Brunello Lotti e Maria Barbara Piccioli, Collana Storica Rizzoli, Milano, Rizzoli, 1995, ISBN 978-88-173-3029-9. - Collana BUR La Scala. Saggi, Milano, Rizzoli, 1998, ISBN 88-17-11220-8; Collana BUR Storia, Milano, Rizzoli, 2009, ISBN 88-17-02871-1.
  -  Albert Speer. La sua battaglia con la verità, traduzione di Valeria Gattei, Collezione La collana dei casi n.157, Milano, Adelphi, 2025, ISBN 978-88-459-3990-7.
- Grida dal silenzio. Storia di una bambina (Cries Unheard: Why Children Kill: The Case of Mary Bell, 1998), trad. di Brunello Lotti e Sergio Mancini, Collana Saggi italiani, Milano, Rizzoli, 1999, ISBN 88-17-86029-8.
- Germania. Il trauma di una nazione. Riflessioni 1938-2001 (The German Trauma: Experiences and Reflections, 1938-2001, 2002), trad. di Sergio Mancini, Collana Saggi Stranieri, Milano, Rizzoli, 2002 ISBN 88-17-86950-3.

## Premi e riconoscimenti
- Duff Cooper Prize: 1995 vincitrice con Albert Speer. La sua lotta con la verità[2]
- James Tait Black Memorial Prize: 1995 vincitrice con Albert Speer. La sua lotta con la verità[3]
- CWA Gold Dagger for Non-Fiction: 1998 vincitrice con Grida dal silenzio[4]